# Raninoida
Raninoida is een sectie van krabben.

## Systematiek
Ze omvat één recente en twee fossiele families:
- Camarocarcinidae  †  Feldmann, Li & Schweitzer, 2007
- Cenomanocarcinidae  †  Guinot, Vega & Van Bakel, 2008
- Raninidae  De Haan, 1839